# Kínai meztelen kutya
A kínai meztelen kutya kis termetű társasági kutyafajta.

## Származása és története
A világ minden táján akadnak meztelen, azaz szőrtelen kutyák. Van: abesszíniai, afrikai, török, antillai, mexikói és a kínai meztelen kutya. Régebben azt tartották ezekről a különös megjelenésű állatokról, hogy nem is fajtiszta kutyák, hanem keverékek! A meztelen létezésére  a világon mindenütt találtak utalásokat, ősrégi rajzokat, jelzéseket, szobrokat, és későbbi írásos dokumentumokat. Ezen kívül kétségtelenül bizonyított, hogy a meztelenek kopaszsága spontán genetikai mutációból származik. A kínai meztelen kutya génjei alapján hajlamos a kopaszságra, a visszaütő gének hordozzák a hosszú szőrüséget. A fajtán belül két egyenlő értékű variáció létezik. Szőr nélküli, mely esetében tipikus a szőrök hiánya a test legnagyobb részén, de ugyanakkor szőrbóbita a fejen,lábvégeken és a farok végén, további variáció a teljesen szőrös, amelyet hosszú, puha és leomló szőr borít a test teljes egészén. Ázsia, Afrika és Dél-Amerika meleg éghajlatán életben tudnak maradni. Évszázadok óta melegítik gazdáikat, orvosságként és táplálékul szolgálnak. Ami a kínai meztelen kutyát illeti, eredeti hazájában, Kínában már rég kipusztult. A Kínából tengerészek által hozott példányokat a legújabb időkben először az USA-ban tenyésztették.

## Külleme
A több-kevésbé szőrös mancsokon, farkon és fejen kívül szőrtelen egzotikumok testhőmérséklete állandóan magas, fogazatuk sokszor hiányos. Minden „szőrtelennek” van szőrös, teljes fogazatú változata is (púderpamacs fátyolszerű szőrzettel), mert a kizárólag szőrtelen állatokkal folytatott tenyésztés a kölykök anyaméhbeli elhalásához vezethet. A hosszúszőrű változatnak sincs aljszőre, nem hullik, ezért szőrallergiások is tarthatják ezt a változatot is. Színe valamennyi „kutyaszín” lehet, egy színben vagy foltokkal tarkítva. Fülei többnyire felállnak, de a „púderpamacs” változatot lógó füllel is elfogadják. Eredetileg mindkét változatnak lóg a füle, kis korukban ragasztani kell, ha fel akarjuk állítani.

## Jelleme
Élénk, mozgékony, gyengéd, szeretetre éhes, idegenekkel bizalmatlan, engedelmes, feltűnően intelligens, nagyon türelmes a gyermekekkel. Örömmel vesz rész sportokban, nagyszerű eredményeket lehet vele elérni például agilityben. Az egyik legjobb választás ez a fajta gyermekes családoknak.

## Tartása
Tartásuk a hiedelmekkel szemben egyszerű, a megbízható tenyészetekből származó egyedek nem hajlamosak betegségekre és bőrük is egészséges. A szőrtelen kutyákat egyszerű gondozni, nem érzékenyek az élősködőkre, és azok különösen nagyra értékelik őket, akik szőr-allergiában szenvednek. A hidegtől és a tűző naptól egyaránt védeni kell őket, a nappal főleg tavasszal kell óvatosnak lenni, azután szépen lebarnulnak. Mivel a hideget rosszul tűri, városi lakásba való luxusállat, a hűvösebb időszakokban öltöztetni kell.  A púderpamacsok nem érzékenyek az időjárásra, de gondozásuk több odafigyelést igényel, rendszeresen fésülni és fürdetni kell őket. Mindkét változatnak nagy a mozgásigénye, agárszerű felépítésüknek köszönhetően nagyon gyorsak és fordulékonyak.

## Adatok
- Marmagasság: 30 cm,
- Tömeg: 4 kg,
- Alomszám: 3-5 kölyök,
- Várható élettartam: 13 -15 év

## Filmekben
- Peek a Kutyák és macskák valamint Kutyák és macskák – A rusnya macska bosszúja című filmből
- Fluffy a 102 kiskutya című filmből
- Romeo a Kutyaszálló című filmből
- Giuseppe a Marmaduke – A kutyakomédia című filmből
- Halston a Ugly Betty című sorozatból
- Reinaldo a Bújj, bújj szőke című filmből
- Krull (a harcias király) a Hogyan veszítsünk el egy pasit 10 nap alatt című filmből

## Képgaléria

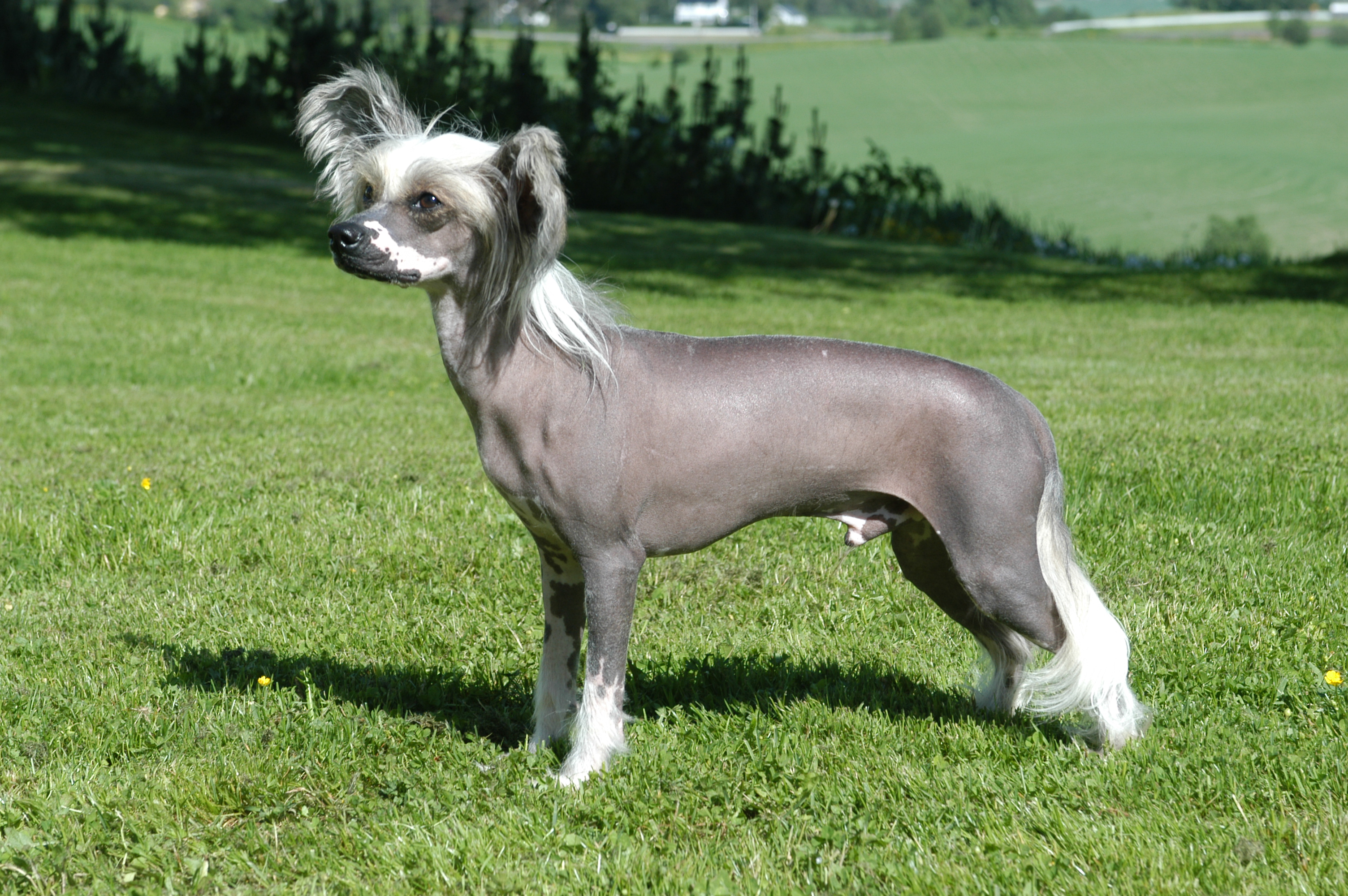
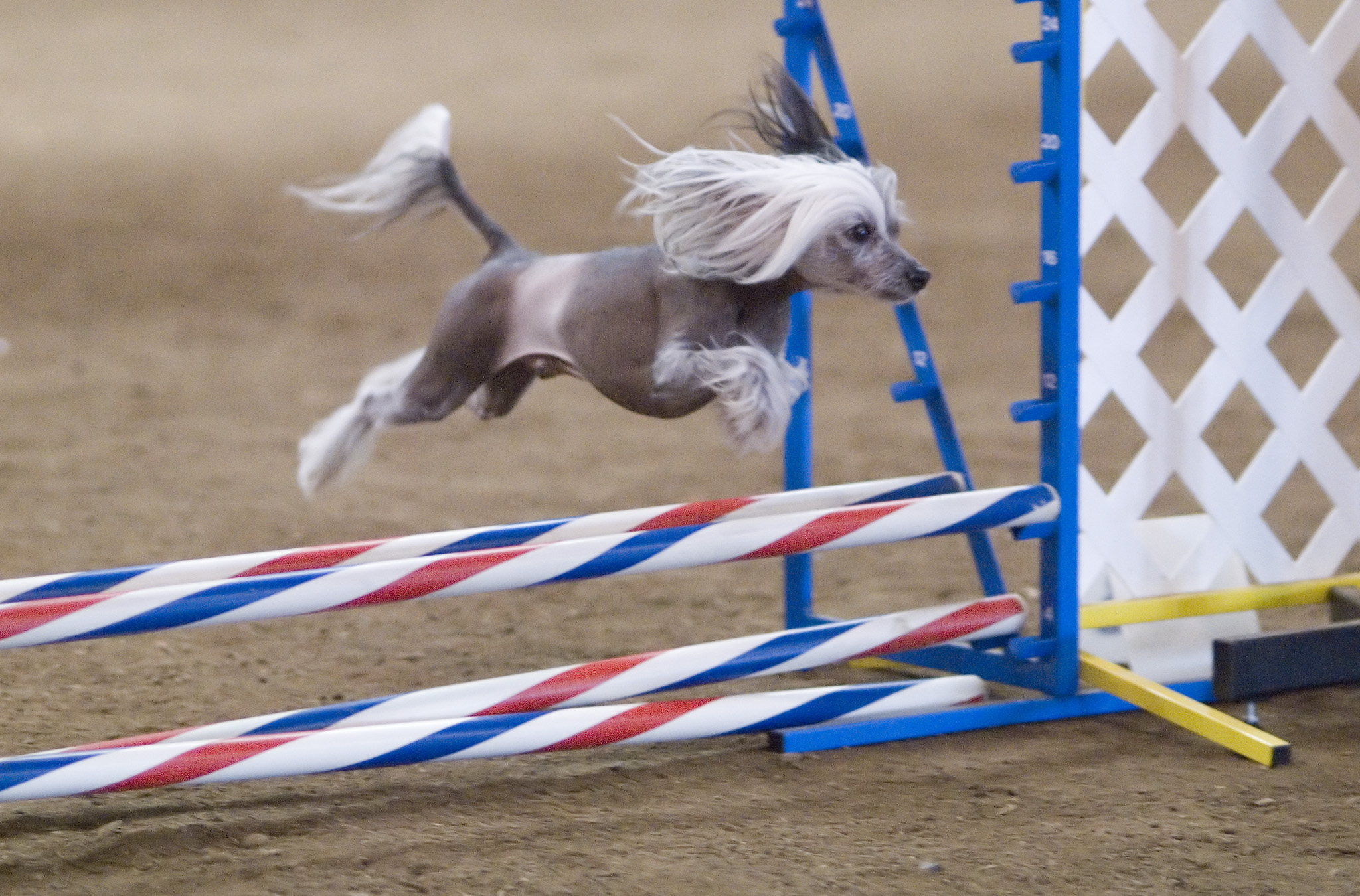
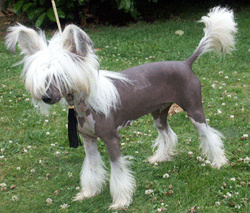
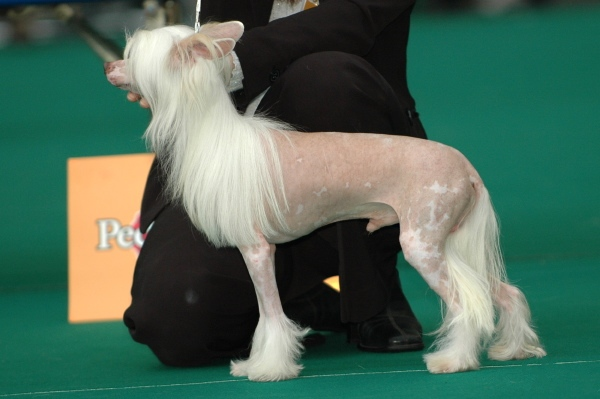

## Egyéb
- Az USA-ban az 50 legnépszerűbb kutyafajta közé tartozik. Az Egyesült Államok a fajta tenyésztésében a legerősebbek közé tartozik.[forrás?]

## Fordítás
- Ez a szócikk részben vagy egészben  a   Chinese Crested Dog című angol Wikipédia-szócikk fordításán alapul.  Az eredeti cikk szerkesztőit annak laptörténete sorolja fel. Ez a jelzés csupán a megfogalmazás eredetét és a szerzői jogokat jelzi, nem szolgál a cikkben szereplő információk forrásmegjelöléseként.